# Base d'un nuage
Pour les articles homonymes, voir Base.

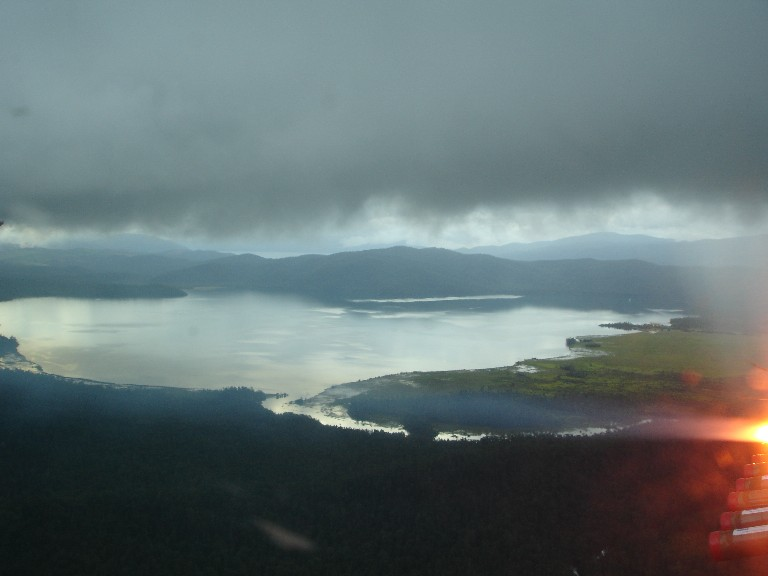
Photo de la base très peu définie d'un nuage sur l'île de Célèbes en 2005

La base d'un nuage est, si elle existe, la partie horizontale inférieure du nuage. Sa hauteur au-dessus du sol  est noté en pieds ou en mètres dans les rapports météorologiques METAR. De façon alternative, elle peut être signalée par le niveau de pression atmosphérique du début de la saturation sur les diagrammes thermodynamiques comme le téphigramme ou l'émagramme. 

## Définition
Un nuage se forme grâce au soulèvement de l'air dans l'atmosphère ce qui réduit sa température par détente adiabatique et permet d'atteindre la saturation à partir d'un certain niveau. Le mouvement ascendant peut provenir d'un effet mécanique ou thermique sur la masse d'air. Dans le premier cas, l'ascension est lente alors que dans le second, elle est rapide. Dans les deux cas, la base peut être bien définie ou être variable selon la distribution de la spatiale de la vitesse verticale.
De plus, s'il y a des précipitations ou de la virga tombant du nuage, sa base devient difficile à trouver. Dans le cas des nuages convectifs, elle correspond au niveau de condensation par convection pour les nuages de la couche inférieure comme les cumulus mais très souvent les castellatus n'ont pas de base bien définie car il n'existe alors pas de courant ascendant sous ce nuage.

## Mesure et calcul
La base est estimée visuellement par un observateur expérimenté ou mesurée à l'aide d'un célomètre. Dans le cas d'une base très variable ou diffuse, la valeur sera celle où le faisceau de l'appareil disparait complètement dans le nuage.
Dans le cas de nuages convectifs engendrés par des ascendances thermiques partant du sol, la hauteur h de la base du nuage exprimée en pieds est égale à {\displaystyle h=400\times (T-T_{d})} où T est la température au sol et Td est le point de rosée au sol exprimés en degrés Celsius. Exprimée dans le système métrique, la formule devient
{\displaystyle h=125.0\times (T-T_{d})} où h est exprimé en mètres. 
Les premières approximations pour obtenir ces formules datent de 1841 avec le météorologue américain James Pollard Espy. Cette formule a été redécouverte en 1895 par Richard Hennig. Elle est démontrée rigoureusement dans l'article Détermination de la base des cumulus.

## Utilisation
La connaissance de la hauteur de la base des nuages  est une donnée essentielle pour les pilotes aériens. Elle définit l'espace disponible entre le sol et le nuage qui sont critiques pour les conditions de vol à vue. La nature de la base d'un nuage est aussi un bon indicateur de la qualité des ascendances pour un pilote de planeur ou un pilote de ligne. Par exemple, les fortes ascendances sont marquées par une base sombre et plate voire concave sous certains cumulonimbus en voie de formation. 